# 勾陳四
小熊座ζ，又名BD+78 527，HD 142105、SAO 8328、HR 5903，是小熊座的一颗恒星，视星等为4.32，位于銀經112.68，銀緯35.66，其B1900.0坐标为赤經15h 47m 37.2s，赤緯+78° 35.66′ 8″,7.9太阳直径。